# Loggia degli Osii

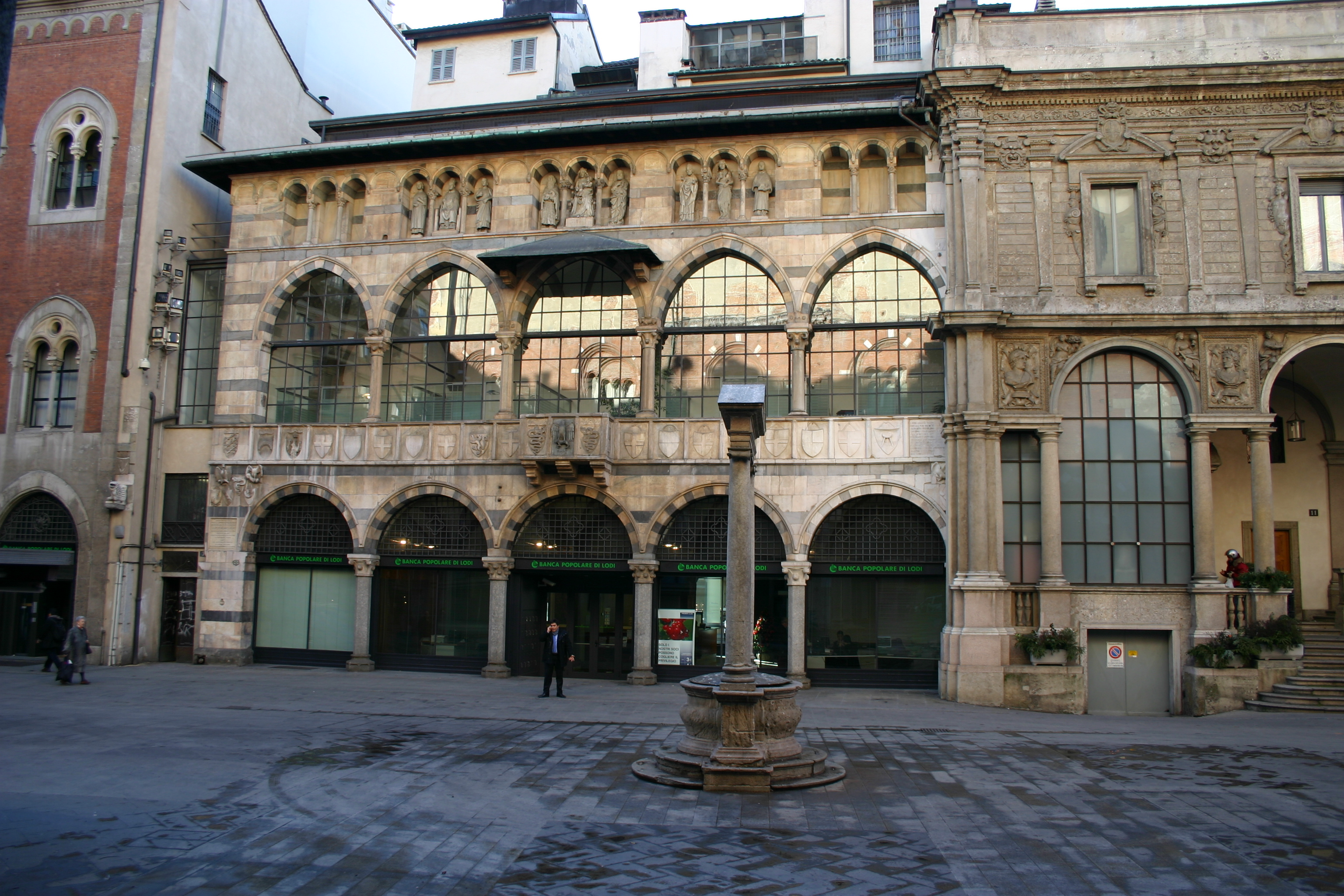
La Loggia degli Osii

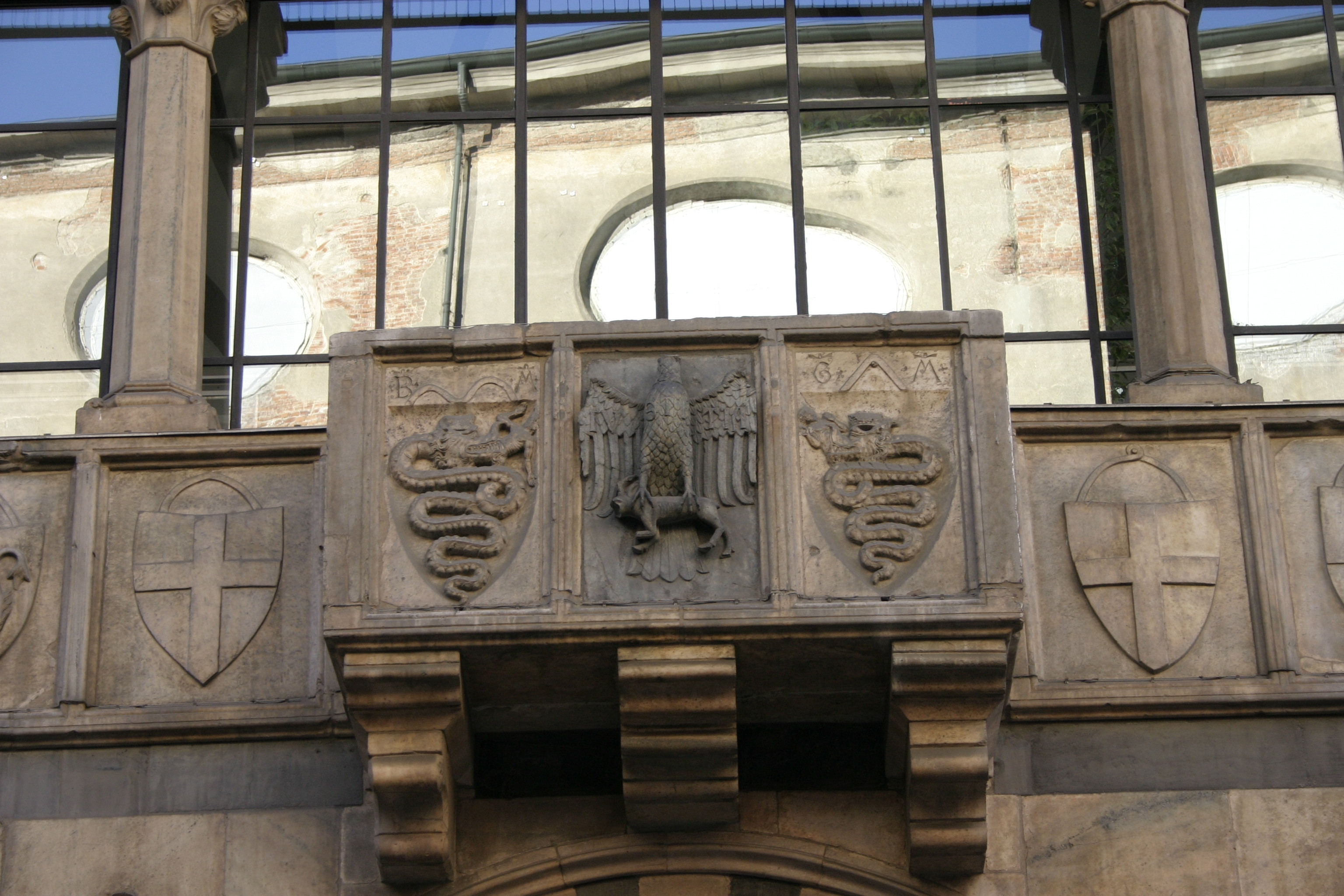
La Parlera en la Loggia degli Osii

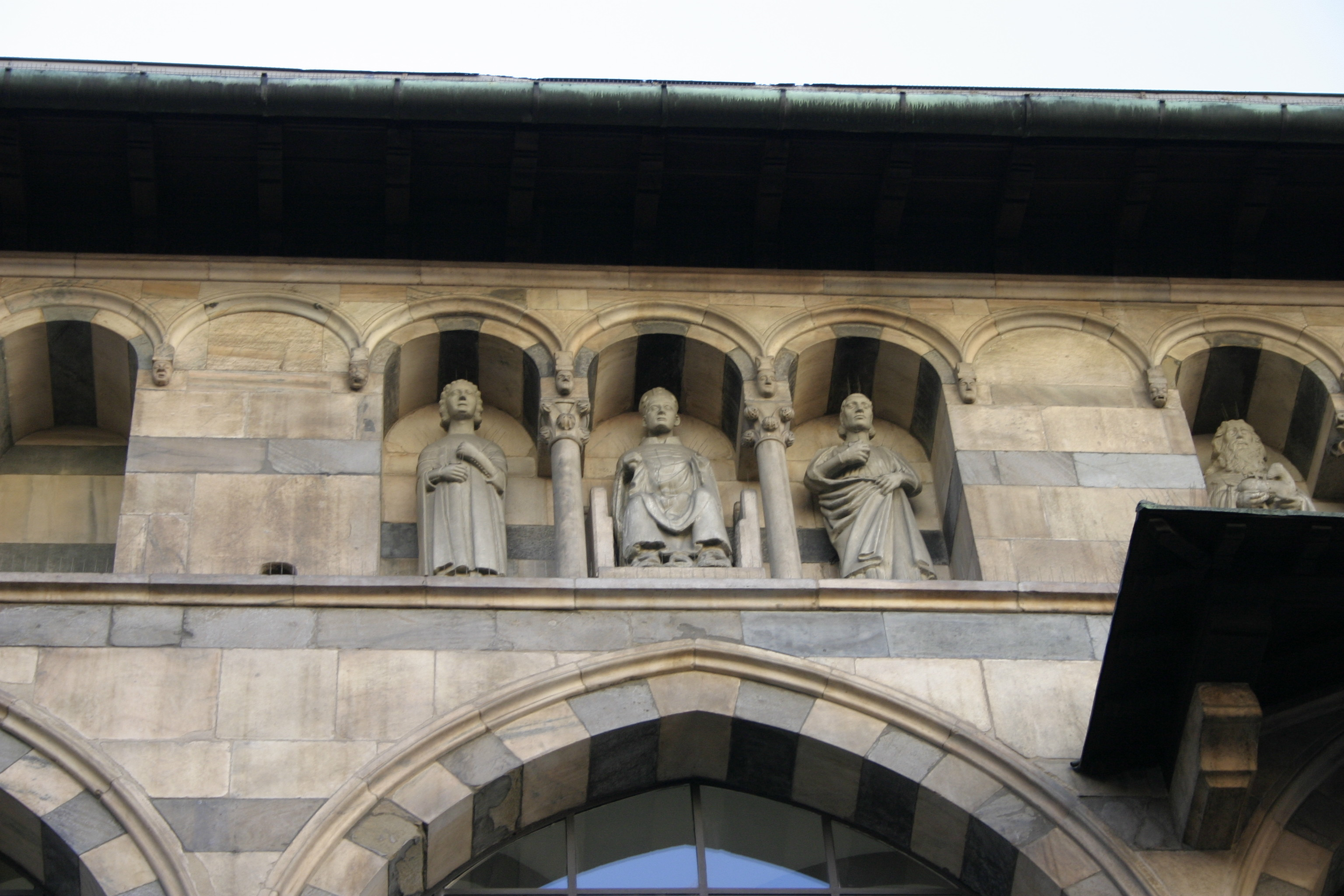
Las estatuas de la Loggia degli Osii

La Logia de los Osii (en italiano, Loggia degli Osii) es un palacio que se encuentra en una pequeña plaza en el casco antiguo de Milán, en Italia, aproximadamente a 300 metros de la Catedral. Ese palacio fue realizado por Matteo Visconti en el siglo XIV.

## Descripción y uso antiguo del edificio
Este edificio, de estilo gótico, es de mármol de color blanco y negro. El uso de estos colores es típico del estilo gótico de Génova y puede correlarse con la boda del hijo de Matteo Visconti, Stefano Visconti, que se casó en el 1318 con Valentina Doria de Génova.
La fachada tiene dos logias de pórticos sobrepuestos y arriba unas tríforas con estatuas de Ugo da Campione y de su hijo Giovanni. Entre las dos logias, hay los escudos de los barrios de Milán y de la familia Visconti.
Los magistrados anunciaban al pueblo ordenanzas y sentencias desde el balconcillo de ese palacio, cuyo nombre es "parlera" ("la que habla", en italiano antiguo). En ese pequeño balcón, hay una águila de piedra que aferra una presa con las garras, símbolo de la justicia.

## Historia
El nombre de ese palacio procede de la familia Osii, que era propietaria de los terrenos en los que el palacio se edificó.
El arquitecto Scoto da San Gimignano proyectó por Matteo Visconti ese palacio, terminado en el 1316, para realizar, a lado del Palacio de la Razón, una galería (logia) de pórticos en los que pudieran tener lugar las actas notariales de la ciudad.
Entre el 1600 y el 1700, unas remodelaciones deturparon el edificio, que fue restaurado en el 1904 por los arquitectos G.B. Borsani y A. Savoldi.

## Cómo llegar
La «Loggia degli Osii» se halla entre las estaciones del metro de "Duomo" y "Cordusio". Se puede llegar ahí andando unos minutos desde la Catedral.
- Datos: Q940896
- Multimedia: Loggia degli Osii (Milan) / Q940896